# Eriachne helmsii
Eriachne helmsii är en gräsart som först beskrevs av Karel Domin, och fick sitt nu gällande namn av William Hartley. Eriachne helmsii ingår i släktet Eriachne och familjen gräs. Inga underarter finns listade i Catalogue of Life.